# Hans-Joachim Marx (Komponist)
Hans-Joachim Marx (* 18. Juli 1923 in Anklam; † 27. August 2010 in Flensburg) war ein deutscher Komponist und Dirigent.

## Leben
Hans-Joachim Marx wurde 1923 in Anklam (Vorpommern) geboren und wuchs in Stralsund auf. Mit 18 Jahren schrieb er sich an der Berliner Musikhochschule ein, wurde aber bereits während seines ersten Semesters zum Kriegsdienst eingezogen und geriet später in sowjetische Kriegsgefangenschaft. Im Jahre 1948 nahm Marx ein Studium an der Musikhochschule Rostock auf. Hier wurde er von Rudolf Wagner-Régeny in Komposition, von Heinz Röttger in Dirigieren sowie von C. A. Marthienssen in Klavierspiel unterwiesen. 1950 erhielt er eine Anstellung als Kapellmeister am Theater Rostock, verließ allerdings 1958 aus politischen Gründen die DDR und wurde Musikdirektor der Landesbühnen Schleswig-Holstein. Von 1976 bis 1988 war er Musiklehrer am Alten Gymnasium in Flensburg und für die Spielzeit 1990/91 übernahm er die musikalische Leitung des Stralsunder Theaters.

## Werke (Auswahl)

### Orchesterwerke
- Air Ostinato Es ist ein Schnitter, heißt der Tod für Orgel, Streichorchester, Pauken und Schlagwerk (1980) (Keturi)
- Bartók-Improvisationen über 9 Themen aus der Musik für Kinder von Béla Bartók für Blasorchester (Carpe Diem)
- Comédie du Tartuffe. Sinfonische Suite aus der gleichnamigen Oper für Orchester
- Concertino für Blasorchester (Carpe Diem)
- Deutsche Fliegerhelden (1941/42?). Fliegermarsch
- Divertimento für Streichorchester und Harfe
- Drei Ballett-Skizzen für Orchester (1959)
- Improvisationen über ungarische und slowakische Kinderlieder für Orchester (nach Bartók) (Sikorski)
- Lebensfreude. Konzertwalzer für Orchester (1945, Neufassung 1978) (Carpe Diem)
- Musikalisches Kriegstagebuch. Musical mémorial für Orchester (1950)
- Musik zu dem Schauspiel Ein Glas Wasser
- Ostpreussische Rhapsodie für sinfonisches Blasorchester (Carpe Diem)
- Serenade für sinfonisches Blasorchester (Carpe Diem)
- Sinfonietta für großes Orchester (Sikorski)
- Sinfonische Variationen über ein jugoslawisches Volkslied (1954)
- Suite im alten Stil für Gitarre und Streichorchester (1985) (Keturi)
- Tanzsuite für Orchester (1976)
- Te Deum (über das gregorianische Te Deum und den Choral Großer Gott, wir loben Dich) für Orgel und Blechbläser
- Variationen über ein ungarisches Volkslied für Orchester (Sikorski)

### Kammermusik
- Canzone (Keturi)
  - für Solo-Violine
  - für Solo-Viola
- Ein feste Burg ist unser Gott (Carpe Diem)
  - für Holzbläserquintett
  - für Klarinettenquartett
- Hirtenlied (Keturi)
  - für Violine bzw. Viola und Klavier
  - für Violine bzw. Viola und Orgel
- In dir ist Freude. Choralpartita für Trompete und Orgel (Strube)
- La petite Suite du Tartuffe für Saxophonquartett (Sikorski)
- Posaunenquartett
- Saxophonquartett (Sikorski)
- Streichquartett Nr. 1 (Keturi)
- Streichquartett Nr. 2 (Sikorski)

### Orgelwerke
- Abgesang (Keturi)
- Choralvorspiele (Keturi)
- Ein feste Burg ist unser Gott. Choralfantasie (2004) [Für die Einweihung der großen Buchholz-Orgel in St. Nikolai zu Stralsund am 31. Oktober 2006.]
- Introduktion und Fantasie über den Choral Von Gott will ich nicht lassen und das Friesenlied Gölj-rüüdj-ween
- Metamorphosen (Keturi)
- Preis, Lob und Dank sein Gott dem Herrn. Choralfantasie
- Toccata in C (1983) (Keturi)

### Chorwerke mit Orchester bzw. Instrumentalbegleitung
- Canticum Benedictus. Lobgesang des Zacharias für Soli, Chor, Kinderchor, Glockenchor, Streicher und Orgel (Strube)
- Credo. Ökumenische Kantate für Soli, Chor und Orgel (Strube)
- Die Geschichte vom Syrer Naëman. Biblische Ballade für Soli, Sprecher, Chor und Instrumente
- Freiburger Messe für Solo-Bariton, Chor und Orgel (Carus)
- Holsatia cantat für Chor und Orchester
- Land zwischen den Meeren. Kantate für Soli, Chor und Orchester
- Miserere für Soloquartett, Chor und Orchester (1965)
- Tu es Petrus. Geistliches Konzert für Chor und 2 Orgeln (1984) (Strube)
- Wer nur den lieben Gott läßt walten. Choral-Kantate für Soli, Chor, Orgel und Orchester (Strube)

### Opern
- Der Tartuffe. Komische Oper (nach Molière) (Libretto: Horst Reichel) (UA Flensburg 1998)
- Der Tartuffe. Komische Oper [Neufassung mit neuem Libretto] (Libretto: Stephan Steinmetz) (UA Ulm 2001)
- Wittkopp. Kinderoper (Libretto: Margret Rettich) (1983)

### Tonträger
- Hans-Joachim Marx: Air Ostinato für Orgel, Streichorchester, Pauken und Schlagwerk, auf CD: Kontemplation – Keturi Musikverlag.
- Hans-Joachim Marx: Hirtenlied für Violine und Klavier, auf CD: Miniaturen – Keturi Musikverlag.
- Hans-Joachim Marx: Wachet auf ruft uns die Stimme für Blechbläser, Pauken und Orgel, auf CD: Der Himmel lacht, die Erde jubilieret – Festliches Trompetenkonzert – Cantate.
- Hans-Joachim Marx: Die Geschichte vom Syrer Naëman, LP FSM 53759.